# Station Kraków Główny

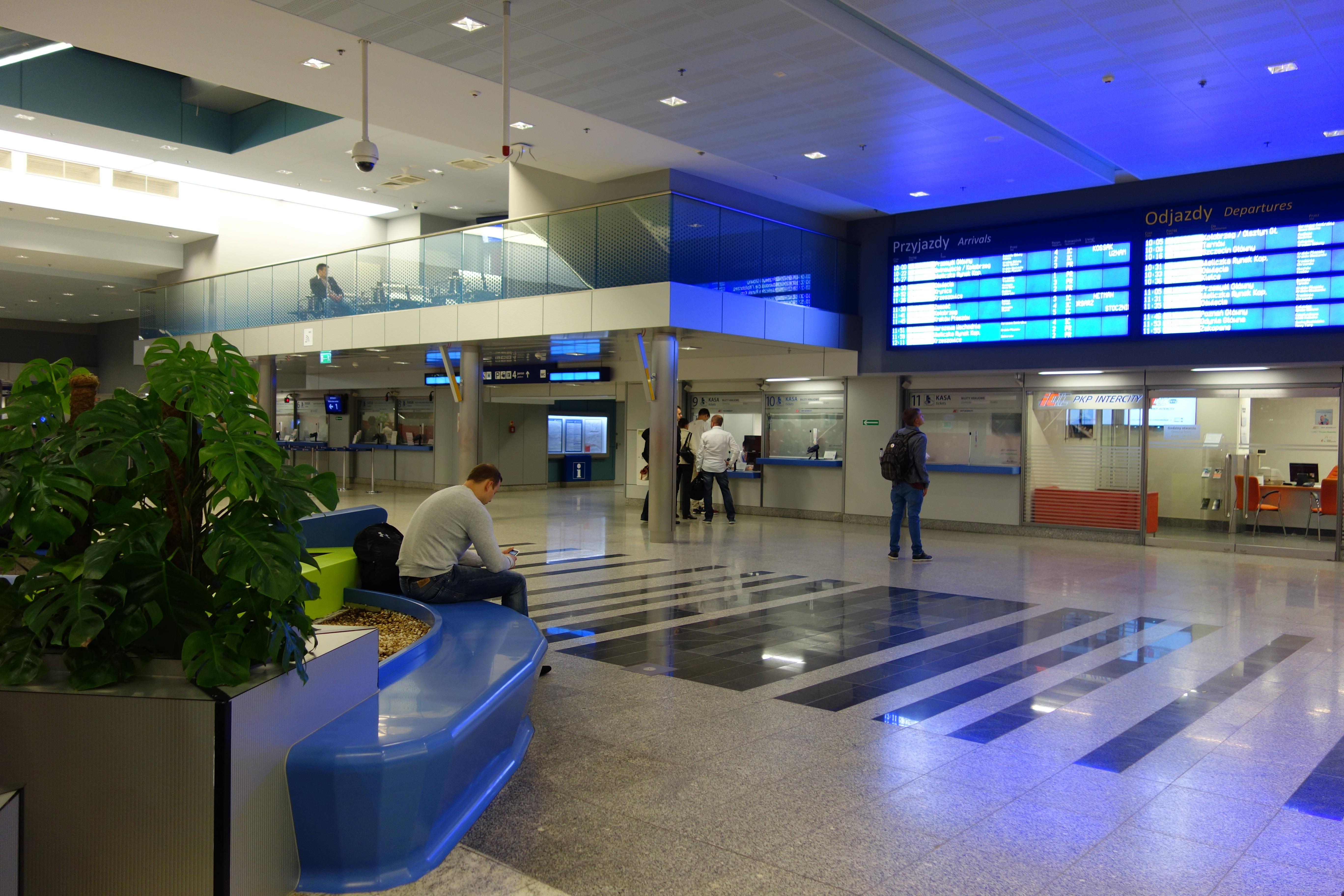
Kraków Główny, interieur nieuwe stationsgebouw

Station Kraków Główny (voorheen Krakau Hauptbahnhof (Duits) en lokaal bekend als Dworzec Główny) is het grootste treinstation van de Poolse stad Krakau. Het station bedient uitsluitend passagierstreinen. Het station bevindt zich net ten noordoosten van Stare Miasto (de Oude Stad), nabij Planty.
Aanvankelijk was het station gevestigd in een neogotisch gebouw uit 1847 dat was ontworpen door Peter Rosenbaum uit Breslau. Het ontwerp was voorbereid op latere uitbreiding. Het station was aanvankelijk kopstation voor de lijn Krakau-Mysłowice. De eerste trein reed op 13 oktober 1847. In 1856 werd het spoor uitgebreid in oostelijke richting, om te beginnen naar Dembnitz. Vanwege de toename van het verkeer werd het gebouw vanaf 1869 aangepast en uitgebreid.
Rond 2005 werd naast het station het meerlaagse winkelcentrum Galeria Krakowska gebouwd en het plein voor het station omgebouwd tot voetgangersgebied.
In 2014 werd het nieuwe station geopend, gelegen onder het plein en geïntegreerd in het winkelcentrum. Het oude gebouw is nadien niet meer in gebruik.
Vanuit Kraków Główny rijden treinen naar onder andere Katowice, Lublin, Łódź, Opole, Poznań, Szczecin, Toruń, Warschau, Wrocław, Zakopane en luchthaven Kraków-Balice en de buitenlandse steden Berlijn, Boedapest, Kiev, Lviv, Hamburg, Praag en Wenen.
Het station is verbonden met het stedelijk openbaar vervoer door middel van verscheidene bus- en tramhaltes. Vanuit het nabijgelegen busstation vertrekken regionale, nationale en internationale buslijnen.